# Lombers
Lombers település Franciaországban, Tarn megyében. Lakosainak száma 1090 fő (2022. január 1.). Lombers Dénat, Laboutarie, Lamillarié, Orban, Poulan-Pouzols, Réalmont, Saint-Genest-de-Contest, Sieurac és Terre-de-Bancalié községekkel határos.

## Népesség
A település népességének változása:
| Lakosok száma | 1110 | 1121 | 1140 | 1141 | 1138 | 1139 | 1122 | 1106 | 1090 |
|               | 2013 | 2015 | 2016 | 2017 | 2018 | 2019 | 2020 | 2021 | 2022 |